# Sīr Dar
Sīr Dar (persiska: سير در) är en ort i Iran.   Den ligger i provinsen Markazi, i den nordvästra delen av landet, 260 km sydväst om huvudstaden Teheran. Sīr Dar ligger 1 915 meter över havet och antalet invånare är 158.
Terrängen runt Sīr Dar är kuperad. Runt Sīr Dar är det ganska tätbefolkat, med 60 invånare per kvadratkilometer. Närmaste större samhälle är Khondāb, 7,8 km norr om Sīr Dar. Trakten runt Sīr Dar består i huvudsak av gräsmarker.